# 라크로케타
라크로케타(La Croqueta, 스페인어로 크로켓을 의미)는 축구 드리블 개인기이다 국내에서는 팬텀 드리블(Phantom dribble)이라는 용어로 많이 사용되고 있다.
왼발 인사이드(발안쪽)와 오른발 인사이드(발안쪽)을 이용하여 순간적으로 발을 옮긴다음 치고 나가는 기술이다. 
리오넬 메시, 안드레스 이니에스타, 에덴 아자르 등이 자주 사용하는 기술이며 대한민국에서는 이강인이 대표적이다.
하는 방법은
1)오른쪽 발에서 왼쪽 발로 공을 넘긴다.
2)수비가 균형을 잃으면 방향을 꺾는다.
3)앞으로 치고 나간다.